# Wieża Triq il-Wiesgħa
Wieża Triq il-Wiesgħa (malt. Torri ta' Triq il-Wiesgħa, ang. Triq il-Wiesgha Tower) – jedna z trzynastu małych umocnionych kamiennych wież obserwacyjnych zbudowana za czasów wielkiego mistrza Kawalerów maltańskich Martin de Redin zbudowana na wyspie Malta. Wieże zostały zbudowane pomiędzy rokiem 1658 a 1661. Każda z wież znajduje się w zasięgu wzroku z sąsiedniej i służyły jako wieże komunikacyjne pomiędzy Gozo i Grand Harbour, oprócz funkcji obserwacyjno-ostrzegawczych przed piratami pełniły funkcje obronne. Wieża jest własnością rządu Malty, a administrowana jest przez Fondazzjoni Wirt Artna.
Wieża Triq il-Wiesgħa została zbudowana w 1658 roku jako jedna z 13 wież, jest usytuowana na brzegu morza na wschód od miejscowości Xgħajra na północnym wybrzeżu wyspy. W jej sąsiedztwie znajduje się zbudowany w latach 1872-1878 Fort Leonardo.
Budynek posiada dwie kondygnacje. Górna z niewielkimi oknami oraz pierwotnymi drzwiami wejściowymi służyła jako pomieszczenie mieszkalne dla załogi, natomiast dolna pozbawiona okien i drzwi służyła jako magazyn żywności i broni dla załogi. Niewielka spiralna klatka schodowa, prowadząca z pierwszego pięta na dach wieży, została umieszczona wewnątrz ściany wieży. Wejście do wieży znajduje się na poziomie pierwszego piętra od strony lądu i było dostępne tylko poprzez specjalną drabinę, okno obserwacyjne znajdowało się po przeciwnej stronie wieży. W czasie II wojny światowej budynek uległ uszkodzeniu po tym, jak w jego pobliżu rozbił się samolot.
Restauracja obiektu została przeprowadzona w roku 2008 przez Fondazzjoni Wirt Artna, a koszt remontu był szacowany na 100 tysięcy euro. Odbudowa obiektu powiązana jest z planami otwarcia szlaku nadbrzeżnych fortyfikacji obronnych mającego mieć około 4 kilometrów długości rozciągającego się pomiędzy przylądkami Ricasoli i Żonqor. Została wpisana na listę National Inventory of the Cultural Property of the Maltese Islands pod numerem 01384.